# 美能達SR-M
美樂達 SR-M是一台由日本照相器材制造商美能达，於1970年开发的一款单反相机，使用美能達SR接環。

## 概述
SR-M的發展基礎始於SR-T 101系列，但是做為同產品線的相機來說，SR-M有獨特的手把設計，內部可以置入八枚AA電池，以驅動相機底下的捲片馬達，讓相機可以連續拍攝三張照片，是這部相機最主要的賣點，然而美樂達為了做出市場區隔，SR-M並沒有SR系列常見的景深預覽功能，原因在於這部相機的設計，主要針對可以講究速度的新聞媒體，景深預覽的需求可能有限，也讓不同的攝影玩家，有不同的使用選擇。

## 特點
- 可分離的手把，內置8枚AA電池。
- 捲片馬達可選擇停止做動(OFF)、單張作動(S, Single)或連續三張作動(C, Continue)。
- 背後有著極大的底片張數計數器

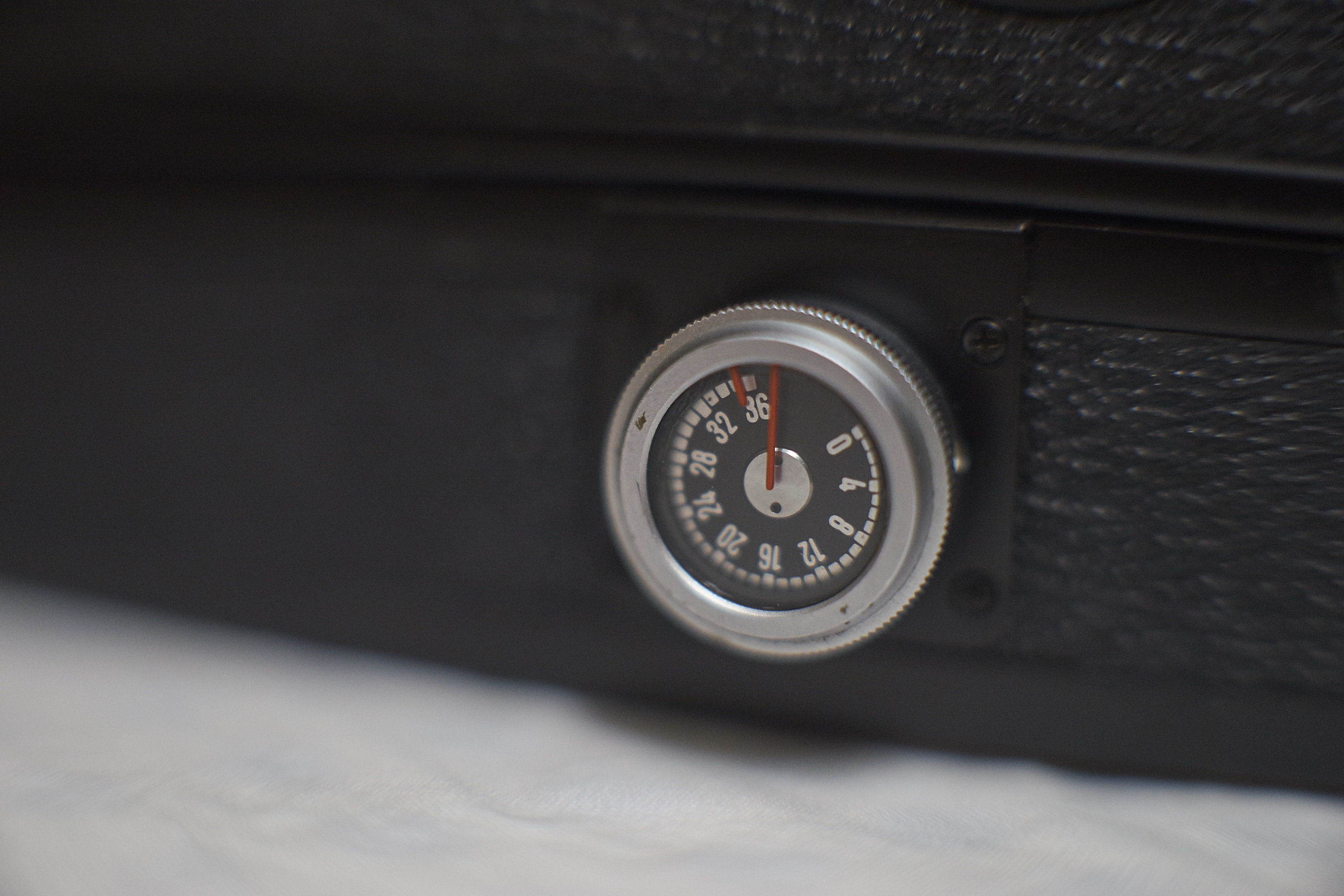
美樂達SR-M拍攝張數計數器

- 可以使用FP及X閃燈接頭，同步速度為1/60秒
- 快門速度為1～1/1000秒、T快門及B快門
- 僅有黑色塗裝版本

## 影響
1972年所推出的X-1相機，可以說是當時的旗艦單眼相機，但是卻有沒有SR-M的捲片優勢，因此後來所推出的X-1 Motor版本，便是以Minolta SR-M及X-1的整合作品。